# Palästinensische Gemeinschaft in Deutschland
Die Palästinensische Gemeinschaft in Deutschland e. V. (PGD) war ein deutscher Verein mit Sitz in Berlin, in dem sich gemäß ihren Leitsätzen Palästinenser und Deutsche in überparteilicher und weltanschaulich offener Tätigkeit zusammenfinden, um „den Gedanken der aktiven Solidarität mit dem palästinensischen Volk“ und die deutsch-palästinensischen Beziehungen zu fördern.

## Geschichte und Kooperationen
Die Palästinensische Gemeinschaft in Deutschland wurde am 5. Februar 2009 in Berlin gegründet. Im Jahr 2010 unterstützte sie die Vorbereitung und Durchführung der 8. Konferenz der Palästinenser in Europa im Berliner Tempodrom. Bei der Konferenz, die seit 2002 jährlich von der britischen Organisation Palestinian Return Centre (PRC) mit Sitz in London und dem Generalsekretariat der Konferenz der Palästinenser mit Sitz in Wien in verschiedenen europäischen Großstädten als Hauptveranstalter abgehalten wird, traten mehrere der Terrororganisation Hamas nahestehende Redner in Berlin auf. Im Jahr 2011 war die PGD Mitveranstalter der 9. Konferenz der Palästinenser in Europa in der Uni-Halle in Wuppertal. Auch 2015 richtete die PGD in Berlin die 13. Konferenz der Palästinenser in Europa mit aus.
Als weitere Kooperationspartner der PGD und ebenfalls der Hamas nahestehende Organisationen gelten die Deutsche Jugend für Palästina (DJP) und der Palästinensische Frauenverband.
Der Verein „Palästinensische Gemeinschaft in Deutschland e.V. (PGD)“ wurde zum 30. November 2023 offiziell aufgelöst, wie aus dem Vereinsregister des Amtsgerichts Berlin-Charlottenburg hervorgeht.

## Einschätzungen des Verfassungsschutzes
Seit Gründung der PGD im Jahr 2009 erfolgt ein regelmäßiger Informationsaustausch im Rahmen der regulären Zusammenarbeit auf Ebene des aus den 17 deutschen Verfassungsschutzbehörden bestehenden Verfassungsschutzverbundes.
Der Verfassungsschutz Berlin schreibt im Verfassungsschutzbericht 2016, dass die Anhängerschaft der PGD „vorwiegend aus HAMAS-Anhängern besteht“. Bereits im Herbst 2014 verlautbarte die Berliner Senatsverwaltung für Inneres und Sport diese Einschätzung. Der Verfassungsschutz Nordrhein-Westfalen vertritt die Ansicht, dass die Terrororganisation Hamas in Deutschland durch die PGD repräsentiert wird. Auch das Landesamt für Verfassungsschutz der Freien und Hansestadt Hamburg beobachtet aufgrund „ihrer inhaltlichen und ideologischen Nähe zur Hamas“ die PGD.

## Kontroversen
Nach Angaben der Recherche- und Informationsstelle Antisemitismus (RIAS) sollen die antiisraelischen Proteste gegen die Jerusalementscheidung des US-Präsidenten Donald Trump im Jahr 2017 in Deutschland von der PGD organisiert worden sein. In Frankfurt am Main richtete sie die Demonstration auch offen als Veranstalter aus. Als Reaktion auf die Ausschreitungen verurteilte die PGD „antisemitisches Verhalten und Parolen in allen möglichen Formaten, sei es auf Demonstrationszügen, Kundgebungen oder in den sozialen Netzwerken“.
Bereits 2014 war die PGD Ausrichter von Demonstrationen, u. a. in Stuttgart, Berlin und Dortmund, bei denen es zu Ausschreitungen und antisemitischen Parolen kam. Gegen die von der PGD mitorganisierte 13. Konferenz der Palästinenser in Europa, die 2015 in Berlin stattfand, protestierte ein breites Bündnis. Dem auf einem Aufruf der Amadeu Antonio Stiftung und dem American Jewish Committee (AJC) basierenden Bündnis Berlin gegen Hamas schlossen sich u. a. zahlreiche Politiker aller im Abgeordnetenhaus von Berlin vertretenen Parteien an. Es gab aber auch solidarische Stimmen zur 13. Konferenz der Palästinenser in Europa, u. a. von Christine Buchholz (Die Linke), vom Bundesarbeitskreis Gerechter Frieden Nahost der Linkspartei und vom Politikwissenschaftler und Journalisten Ludwig Watzal.
In der Vergangenheit gab es immer wieder Auseinandersetzungen um PGD-Veranstaltungen, da diese unter anderem Namen Räume angemietet hatte. Volker Beck (Bündnis 90/Die Grünen) sprach in diesem Zusammenhang von der PGD als „Tarnorganisation der Hamas“.
Laut rbb trat der Imam Mohamed Taha Sabri der vom Berliner Verfassungsschutz beobachteten und der islamistischen Muslimbruderschaft zugeordneten Neuköllner Begegnungsstätte auch bei der PGD auf.